# Успение Богородично (Текелиево)
Вижте пояснителната страница за други значения на Успение Богородично.
„Успение на Пресвета Богородица“ (на гръцки: Κοιμήσεως Θεοτόκου Σίνδου) е православна църква в солунското градче Текелиево (Синдос), Гърция, част от Неаполската и Ставруполска епархия.
Селската енорийска църква е построена в средата на XIX век и е разширена в 1902 – 1903 година. Църквата е разрушена в 1966 година и на нейно място е построена нова, каменна с купол и висока камбанария. Осветена е на 1 октомври 1972 година от митрополит Тимотей Гортински с разрешение на митрополит Леонид Солунски.